# Рёдер, Рудольф
Рудольф Петер Рёдер (нем. Rudolf Peter Röder; 30 октября 1902, Мюнхен, Германская империя — 14 апреля 1991, Киферсфельден, Германия) — гауптштурмфюрер СС, инспектор лагерей принудительного труда в Галиции.

## Биография
Рудольф Рёдер родился 30 октября 1902 года в семье университетского работника. 8 лет посещал народную школу, после чего изучал электротехнику. После окончания Первой мировой войны временно работал экспедитором и агентом в электротехнической промышленности, некоторое время был безработным. В 1919 году присоединился к фрайкору Эппа. В 1923 году участвовал в Пивном путче. Несколько лет работал продавцом кондитерских изделий. В 1927 году стал лаборантом в университетской клинике Мюнхена.
В июне 1932 года был зачислен в ряды СС (№ 60390). 1 августа 1932 года вступил в НСДАП (билет № 1200757). В 1938 году участвовал в аншлюсе Австрии и был назначен адъютантом баварского премьер-министра. В начале Второй мировой войны добровольно поступил на службу в войска СС, но был признан негодным к фронтовой службе из-за полученного ранее ранения в бедро. В ноябре 1939 года был переведён в команду конвоя генерал-губернатора Варшавы. За пьянство Рёдер был понижен в должности и исключен из СС. В ноябре 1941 года это решение было отменено, и его перевели к руководителю СС и полиции во Львове, где Рёдер был назначен консультантом по еврейскому вопросу, а затем инспектором лагерей принудительного труда. В марте 1942 года произошёл инцидент, когда Рёдер пришел на место работы в состоянии алкогольного опьянения. 6 мая 1942 года он был помещён в лагерь для членов СС и полиции в Бухенвальде. 19 июля 1942 года был отправлен к высшему руководителю СС и полиции в Кракове, где занимался административной работой. 7 октября 1942 года был призван в войска СС. Во время отступления попал в советский плен под Прагой, из которого был освобожден уже в 1945 году, так как не был пригоден к работе из-за полученной ранее травмы бедра.
После войны работал в Гамбурге коммивояжёром, а затем лаборантом. В 1953 году в Мюнхене открыл магазин по продаже велосипедов. С 30 января 1961 по 10 сентября 1964 года находился в следственном изоляторе. 25 октября 1966 года над Рёдером и 14 другими обвиняемыми начался судебной процесс в земельному суде Штутгарта. Предметом судебного разбирательства было массовое уничтожение евреев на территории Западной Украины и депортация евреев из Львова и Золочева в лагерь смерти Белжец. Рёдеру было предъявлено обвинение в личных расстрелах больных заключённых трудовых лагерей во время инспекционных поездок. В марте 1942 года во время поездок в лагеря принудительного труда он застрелил 
двух больных в лагере под городом Винники, одного больного заключенного в каторжном лагере в Ступках и пятерых заключённых в лагере под Борки-Вельке. 29 апреля 1968 года Рёдер был приговорён к 10 годам заключения в тюрьме строгого режима. 30 сентября 1974 года был освобождён.